# Constante de Marchetti
La constante de Marchetti est le temps moyen passé quotidiennement par une personne à penduler entre son domicile et son lieu de travail, ce qui correspond à environ une heure. Le terme est impropre, car le physicien italien
Cesare Marchetti attribue lui-même la découverte de cette durée à l'analyste et ingénieur en transport israélien, Yacov Zahavi. 
Selon Marchetti, bien que les formes de planification urbaine et de transport puissent changer, et bien que certains vivent dans des villages et d'autres dans des villes, les gens adaptent progressivement leur vie à leurs conditions (y compris l'emplacement de leur domicile par rapport à leur lieu de travail), de telle sorte que ce temps de déplacement reste à peu près constant,.  Depuis le néolithique, le temps moyen consacré aux déplacements par jour est le même, même si la distance peut augmenter en raison des progrès des moyens de transport. Dans son livre Technics and Civilization, publié en 1934, Lewis Mumford attribue cette observation à Bertrand Russell :  

« M. Bertrand Russell a noté que chaque amélioration de la locomotion augmentait la zone sur laquelle les gens sont obligés de se déplacer: de sorte qu'une personne qui aurait dû passer une demi-heure à pied pour se rendre au travail il y a un siècle devait encore passer une demi-heure à atteindre sa destination, car le dispositif qui lui aurait permis de gagner du temps s’il était resté dans sa situation initiale maintenant - en le conduisant dans une zone résidentielle plus éloignée - annule effectivement le gain. ».

Un concept connexe est celui de Zahavi, qui a également remarqué que les gens semblaient avoir un « budget de temps de déplacement » constant, c’est-à-dire « un temps quotidien stable que les gens consacrent au voyage ». David Metz, ancien responsable scientifique au ministère des Transports du Royaume-Uni, cite des données sur le temps de déplacement moyen en Grande-Bretagne tirées du British National Travel Survey à l'appui des conclusions de Marchetti et de Zahavi.  Ces travaux jettent un doute sur l'affirmation selon laquelle les investissements dans l'infrastructure permettent de gagner du temps. D'après les chiffres de Metz, il semble plutôt que les gens investissent du temps de déplacement économisé pour parcourir de plus longues distances, un exemple particulier du paradoxe de Jevons décrit par la position de Lewis – Mogridge . En raison de la constance des temps de déplacement et des déplacements induits, Robert Cervero a fait valoir que la Banque mondiale et d'autres agences internationales d'aide devraient évaluer les propositions d'investissement dans les transports visant à développer et motoriser rapidement les villes moins sur la base des économies de temps de trajet potentielles et davantage sur les avantages d'accessibilité qu'ils confèrent.  

## Voir également
- Conjecture de Zahavi

- Paradoxe de Braess
- Paradoxe de Downs-Thomson